# Чемпіонат світу з боротьби 1998
Чемпіонат світу з боротьби 1998 складався з трьох окремих чемпіонатів. Змагання з вільної боротьби серед чоловіків пройшли в Тегерані (Іран) з 8 по 11 вересня, серед жінок — в Познані (Польща) з 8 по 10 жовтня, а змагання з греко-римської боротьби серед чоловіків — в Євле (Швеція) з 27 по 30 серпня.
Було розіграно двадцять два комплекти нагород — по вісім у греко-римській та вільній боротьбі серед чоловіків, та шість — в жіночій боротьбі.

## Загальний медальний залік
| Місце  | Країна             | Золото | Срібло | Бронза | Загалом |
| ------ | ------------------ | ------ | ------ | ------ | ------- |
| 1      | Росія              | 5      | 0      | 5      | 10      |
| 2      | Іран               | 3      | 2      | 1      | 6       |
| 3      | США                | 2      | 2      | 3      | 7       |
| 4      | Південна Корея     | 2      | 1      | 2      | 5       |
| 5      | Японія             | 2      | 1      | 0      | 3       |
| 6      | Казахстан          | 2      | 0      | 0      | 2       |
| 7      | Куба               | 1      | 1      | 1      | 3       |
| 8      | Норвегія           | 1      | 1      | 0      | 2       |
| 9      | Болгарія           | 1      | 0      | 1      | 2       |
| 9      | Канада             | 1      | 0      | 1      | 2       |
| 11     | Вірменія           | 1      | 0      | 0      | 1       |
| 11     | Австрія            | 1      | 0      | 0      | 1       |
| 13     | Туреччина          | 0      | 2      | 1      | 3       |
| 14     | Угорщина           | 0      | 2      | 0      | 2       |
| 15     | Швеція             | 0      | 1      | 2      | 3       |
| 16     | Німеччина          | 0      | 1      | 1      | 2       |
| 16     | Польща             | 0      | 1      | 1      | 2       |
| 16     | Україна            | 0      | 1      | 1      | 2       |
| 19     | Азербайджан        | 0      | 1      | 0      | 1       |
| 19     | КНР                | 0      | 1      | 0      | 1       |
| 19     | Чехія              | 0      | 1      | 0      | 1       |
| 19     | Франція            | 0      | 1      | 0      | 1       |
| 19     | Північна Македонія | 0      | 1      | 0      | 1       |
| 19     | Румунія            | 0      | 1      | 0      | 1       |
| 25     | Ізраїль            | 0      | 0      | 1      | 1       |
| 25     | Сирія              | 0      | 0      | 1      | 1       |
| Всього | Всього             | 22     | 22     | 22     | 66      |

## Командний залік
| Місце | Вільна боротьба, чоловіки | Вільна боротьба, чоловіки | Греко-римська боротьба, чоловіки | Греко-римська боротьба, чоловіки | Вільна боротьба, жінки | Вільна боротьба, жінки |
| Місце | Команда                   | Очки                      | Команда                          | Очки                             | Команда                | Очки                   |
| ----- | ------------------------- | ------------------------- | -------------------------------- | -------------------------------- | ---------------------- | ---------------------- |
| 1     | Іран                      | 63                        | Росія                            | 66                               | Росія                  | 44                     |
| 2     | Росія                     | 54                        | Південна Корея                   | 36                               | Японія                 | 38                     |
| 3     | США                       | 43                        | Туреччина                        | 34                               | США                    | 34                     |
| 4     | Україна                   | 37                        | Казахстан                        | 27                               | Канада                 | 29                     |
| 5     | Південна Корея            | 28                        | Угорщина                         | 26                               | Норвегія               | 25                     |
| 6     | Польща                    | 22                        | Болгарія                         | 26                               | Німеччина              | 23                     |
| 7     | Куба                      | 18                        | Румунія                          | 22                               | Україна                | 23                     |
| 8     | Німеччина                 | 18                        | Куба                             | 19                               | Польща                 | 22                     |
| 9     | Вірменія                  | 15                        | Україна                          | 19                               | Швеція                 | 21                     |
| 10    | Туреччина                 | 15                        | Польща                           | 18                               | Австрія                | 20                     |

## Медалісти

#### Вільна боротьба
| Категорія | Золото                    | Срібло                               | Бронза                          |
| 54 кг     | Семюел Генсон США         | Намік Абдуллаєв Азербайджан          | Голамреза Магаммаді Іран        |
| 58 кг     | Аліреза Дабір Іран        | Гарун Доган Туреччина                | Гіві Сісаурі Канада             |
| 63 кг     | Серафим Барзаков Болгарія | Аббас Хаджкенарі Іран                | Кері Колат США                  |
| 69 кг     | Араїк Геворгян Вірменія   | Заза Зозіров Україна                 | Лінкольн Макілраві США          |
| 76 кг     | Бувайсар Сайтієв Росія    | Мун Ий Дже Південна Корея            | Александр Ляйпольд Німеччина    |
| 85 кг     | Аліреза Хейдарі Іран      | Магомед Ібрагімов Північна Македонія | Йоель Ромеро Куба               |
| 97 кг     | Аббас Джадіді Іран        | Марек Гармулевич Польща              | Курамагомед Курамагомедов Росія |
| 130 кг    | Алексіс Родрігес Куба     | Расул Хадем Іран                     | Андрій Шумілін Росія            |

#### Греко-римська боротьба
| Категорія | Золото                      | Срібло                 | Бронза                      |
| 54 кг     | Сім Гвон Хо Південна Корея  | Маріан Санду Румунія   | Халед аль-Фарадж Сирія      |
| 58 кг     | Кім Ін Соп Південна Корея   | Шен Цзетянь Китай      | Армен Назарян Болгарія      |
| 63 кг     | Мхітар Манукян Казахстан    | Шереф Ероглу Туреччина | Чой Сан Сун Південна Корея  |
| 69 кг     | Олександр Третьяков Росія   | Чаба Хірбік Угорщина   | Сон Сан Піль Південна Корея |
| 76 кг     | Бахтіяр Байсеїтов Казахстан | Філіберто Аскуй Куба   | Назмі Авлуджа Туреччина     |
| 85 кг     | Олександр Меньщиков Росія   | Янош Кішмоні Угорщина  | Мартін Лідберг Швеція       |
| 97 кг     | Гогі Когуашвілі Росія       | Марек Швець Чехія      | Давид Салдадзе Україна      |
| 130 кг    | Олександр Карелін Росія     | Матт Гаффарі США       | Юрій Євсейчик Ізраїль       |

### Жіноча боротьба
| Категорія | Золото                   | Срібло                  | Бронза                    |
| 46 кг     | Трісія Саундерс США      | Мію Ямамото Японія      | Інга Карамчакова Росія    |
| 51 кг     | Ацуко Сіномура Японія    | Іда Геллстрем Швеція    | Олена Єгошина Росія       |
| 56 кг     | Гудрун Хейє Норвегія     | Анна Гоміс Франція      | Сара Ерікссон Швеція      |
| 62 кг     | Нікола Гартманн Австрія  | Лене Онес Норвегія      | Наталія Виноградова Росія |
| 68 кг     | Крістін Нордхаген Канада | Штефані Гросс Німеччина | Сандра Бечер США          |
| 75 кг     | Кьоко Хамаґуті Японія    | Крісті Марано США       | Едіта Вітковська Польща   |